# سمندر شمال غربی
سمندر شمال غربی (نام علمی: Ambystoma gracile) نام یک گونه از سرده سمندر زیرزمینی است.